# Ремистан Аквитанский
Ремистан (лат. Remistan, Remistanus, казнён 768, Бурж) — граф в Аржантоне и половине графства Бурж с 766, сын герцога Аквитании Эда Великого.

## Биография
Впервые упоминается в начале 760-х годов. Во время мятежа герцога Аквитании Вайфара Ремистан, названный «Remistanius avunculus Waiofario» и «Remistanius filius Eudone quondam» (дядя Вайфара и сын Эда), пришёл к королю Пипину Короткому и принёс присягу верности. «Хроника продолжателей Фредегара» и «Ранние Мецские анналы» датируют это событие под 765 годом, а «Анналы королевства франков» — 763 годом.
В 766 году Пипин предпринял поход в Аквитанию. Он восстановил разрушенные герцогом Вайфаром города Пуатье, Лимож, Сент, Перигё, Ангулем и Аржантон-сюр-Крёз. Тогда же он передал Ремистану под управление Аржантон и часть графства Бурж (Берри) до реки Шер. Продолжатель Фредегара добавляет, что Ремистан получил от короля богатые подарки, но ошибочно указывает его степень родства с Вайфаром: дядя по матери («лат. avunculus») вместо дядя по отцу («лат. patruus»).
Однако вскоре (в 767 году), Ремистан перешёл на сторону Вайфара, нарушив клятву верности, данную королю Пипину. Он напал на гарнизоны, оставленные Пипином в аквитанских городах, а также опустошил районы Буржа и Лиможа, ранее захваченные королём. В ответ Пипин выслал армию, которая в 768 году схватила Ремистана вместе с женой, после чего по приказу короля Ремистан был повешен в Бурже.

## Брак и дети
Из сообщения продолжателя Фредегара известно, что у него была жена, захваченная вместе с ним в плен в 768 году. Имя её неизвестно, также неизвестна её дальнейшая судьба. О детях Ремистана ничего не говорится, однако позднейшие генеалогии приписывают ему одного сына:
- Мансион I (ум.765), граф